# Premio Décembre
El premio Décembre (en francés: Prix Décembre, literal premio Diciembre), conocido anteriormente como Prix Novembre, es uno de los premios literarios más conocidos de Francia. Fue fundado bajo el nombre de Prix Novembre en 1989 por Philippe Dennery. Su intención era crear el premio anti Goncourt, concedido por la Academia Goncourt cada primero de noviembre. 
En 1998, el fundador dimitió después de que se rechazara otorgar el premio a Michel Houellebecq por su novela Las partículas elementales. El premio, a continuación, consiguió un nuevo patrocinador – Pierre Bergé – y un nuevo nombre: Premio Diciembre.

## Relación de ganadores
Los autores ganadores del premio son:
Prix Novembre
- - 1989 – Guy Dupré, Les Manoeuvres d'automne
  - 1990 – François Maspero, Les Passagers du Roissy-Express
  - 1991 – Raphaël Confiant, Eau de café
  - 1992 – Henri Thomas, La Chasse au trésor and Roger Grenier, Regardez la neige qui tombe
  - 1993 – René de Obaldia. Exobiographie
  - 1994 – Jean Hatzfeld, L'Air de guerre and Éric Holder, La Belle Jardinière
  - 1995 – Jean Échenoz, Les Grandes Blondes
  - 1996 – Régis Debray, Loués soient nos seigneurs: une éducation politique
  - 1997 – Lydie Salvayre, La Compagnie des spectres
  - 1998 – Michel Houellebecq, Les Particules élémentaires

Prix Décembre
- - 1999 – Claude Askolovitch, Voyage au bout de la France: Le Front National tel qu'il est
  - 2000 – Anthony Palou, Camille
  - 2001 – Chloé Delaume, Le Cri du sablier
  - 2002 – Pierre Michon, Abbés and Corps du Roi
  - 2003 – Régis Jauffret, Univers, univers
  - 2004 – Philippe Forest, Sarinagara
  - 2005 – Charles Dantzig, Dictionnaire égoïste de la littérature française
  - 2006 – Pierre Guyotat, Coma
  - 2007 – Yannick Haenel, Cercle
  - 2008 – Mathias Énard, Zone
  - 2009 – Jean-Philippe Toussaint, La Vérité sur Marie
  - 2010 – Frédéric Schiffter, Philosophie sentimentale
  - 2011 – Jean-Christophe Bailly, Le Dépaysement. Voyages en France & Olivier Frébourg, Gaston et Gustave
  - 2012 – Mathieu Riboulet, Les Œuvres de miséricorde[6][7]
  - 2013 – Maël Renouard, La Réforme de l'opéra de Pékin
  - 2014 - Elisabeth Roudinesco, Sigmund Freud, en son temps et dans le nôtre
  - 2015 - Christine Angot, Un amour impossible
  - 2016 - Alain Blottière, Comment Baptiste est mort, Gallimard
  - 2017 - Grégoire Bouillier, Le Dossier M, Flammarion
  - 2018 - Michael Ferrier, François, portrait d’un absent, Gallimard
  - 2019 - Claudie Hunzinger, Les Grands Cerfs, Grasset
  - 2020 - Grégory Le Floch,	De parcourir le monde et d'y rôder,	Christian Bourgois	(premio Wepler)
  - 2021	- Xavier Galmiche,	Le Poulailler métaphysique,	Le Pommier